# Charles Joseph Chamberlain
Charles Joseph Chamberlain, Ph.D. (23 de febrer de 1863 – 5 de febrer de 1943) va ser un botànic dels Estats Units, nasqué prop de Sullivan, Ohio, es va educar a l'Oberlin College i a la Universitat de Chicago, on obtingué el Ph.D. en el departament de botànica. És conegut per haver estat un pioner a usar tècniques de zoologia per estudiar les plantes, especialment estudiant els teixits amb microsopi. La seva especialitat va ser les plantes cicadàcies. Va fer contribucions a la revista Botanical Gazette i va publicar Methods in Plant Histology (1901) i The Morphology of Angiosperms (1903). En col·laboració amb John M. Coulter, va escriure The Morphology of Gymnosperms (1910).